# サンティアゴ・デ・リニエルス
サンティアゴ・デ・リニエルス・イ・ブレモン（Santiago de Liniers y Bremond）、ジャック・ド・リニエ（Jacques de Liniers）, 1753年7月25日 - 1810年8月26日）は、スペインの軍人、政治家、リオ・デ・ラ・プラタ副王領の第10代副王である。

## 経歴

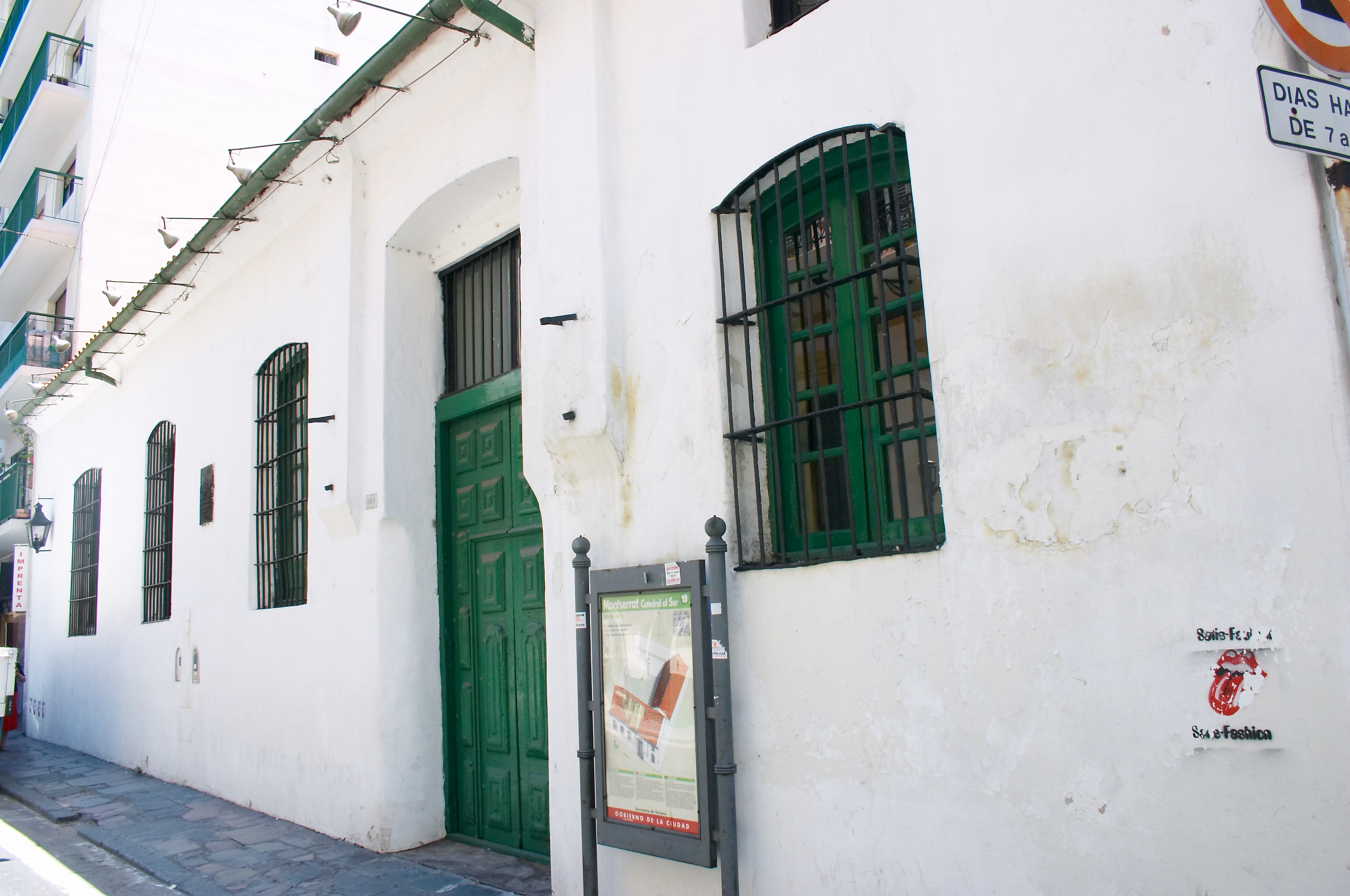
ブエノスアイレスのリニエルスの家

1753年にフランスのニオールで生まれた。1765年にフランスの陸軍士官学校に入学し、卒業後フランス軍に入隊した。1775年にスペイン軍に入隊し、翌年にはペドロ・デ・セバーヨスと共にコロニア・デル・サクラメントの包囲に参加した。1806年のイギリス軍のブエノスアイレス侵攻の際、副王ソブレモンテが逃亡したため、民兵隊を率いてクリオーリョと共にイギリス軍を撃退した。その後、ブエノスアイレスのアウディエンシアによって暫定副王に選出され翌年の2月に国王カルロス4世によって任命された。イギリス軍のブエノスアイレス侵攻後、リニエルスを排除しようとする保守派と、自治組織をつくろうとするクリオーリョが対立した。1809年1月、マルティン・デ・アルサガ率いるペニンスラールが反乱の計画を実行しようとしたが、コルネリオ・サアベドラの率いるクリオーリョの民兵隊がそれを阻止した。事態の収集を行うために本国の最高中央評議会によってリニエルスは解任された。1810年5月25日にサアベドラを代表とするプリメラ・フンタが設立されると、リニエルスはコルドバのインデンテンテや司教、ペニンスラールを率いて反革命を掲げ反乱を起こした。だが同年8月にマヌエル・ベルグラーノ率いる遠征軍によって反乱は鎮圧され、コルドバにおいて処刑された。

紋章